# Kék zászló program

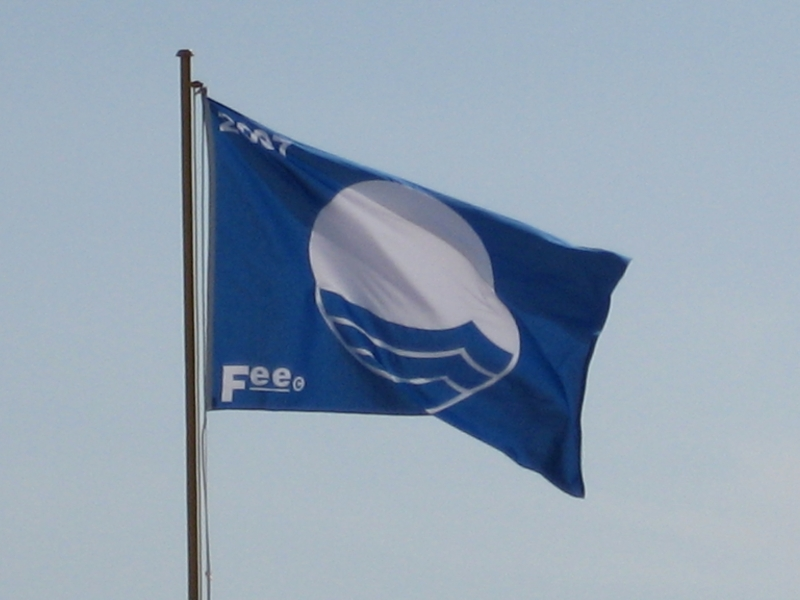
A Kék zászló egy horvát strandon

A Kék zászló program (angolul: Blue Flag) egy minőségbiztosítási rendszer, mely a strandok és kikötők vizének tisztaságát hivatott jelezni. A programot 1985-ben, Franciaországban indították útjára, ahol olyan helyi strandok kaptak a víz tisztaságát jelölő kék színű zászlót, amelyek betartottak bizonyos víztisztaságra és szennyvízkezelésre vonatkozó előírásokat.
A programot 1987-ben kezdték el Európában kiterjeszteni, miután az Európai Bizottság elfogadta a FEEE (Foundation for Environmental Education in Europe, Alapítvány az Európai Környezetvédelmi Oktatásért) javaslatát. Abban az évben 10 ország 244 strandja és 208 kikötője kapta meg az elismerést. 1992-ben a Kék zászló elnyerésének feltételei szigorodtak és egységessé váltak az összes részt vevő országban. 2001-ben a kezelőszervezet Foundation for Environmental Education-re (Alapítvány a Környezetvédelmi Oktatásért) változtatta a nevét és kiterjesztette a programot Európán kívülre is. 2008-ban 37 országban összesen 3700 strand és kikötő vett részt a programban.

## Kritériumok
A strandoknak és kikötőknek négy csoportba osztott kritériumoknak kell megfelelniük, melyek meglétét folyamatosan vizsgálják, és a zászló akár szezon közben is megvonható attól a strandtól, amelyiknél megváltozik pl. a vízminőség.
A kritériumok csoportjai a következők, néhány főbb kritériummal (a teljesség igénye nélkül):
- Környezetvédelmi oktatás és információnyújtás
  - Ki kell írni a fürdővíz minőségét
  - Házirend
  - Legalább öt olyan programot kell szervezni, ami környezetvédelmi oktatással foglalkozik
- Vízminőség
  - Meg kell felelni a kiváló vízminőség kritériumának
  - Nem lehet a környéken szennyvízkivezető vagy ipari vízkivezető
- Környezetvédelmi intézkedések
  - Meg kell felelni a helyi környezetvédelmi szabályoknak
  - A strandot tisztán kell tartani
  - Megfelelő számú, rendszeresen ürített szemeteseknek kell lenniük a strand területén
  - Megfelelő illemhelyek fenntartása ellenőrzött szennyvízelvezetéssel
  - A kutyákra és más háziállatokra vonatkozó előírásokat szigorúan be kell tartatni
  - Megfelelő mértékű tömegközlekedés biztosítása
- Biztonság és kiszolgálás
  - Megfelelő számú életmentő személyzet és/vagy életmentő felszerelés biztosítása
  - Elérhető elsősegélydoboz
  - Vészhelyzeti terv megléte
  - Ivóvíz biztosítása
  - Térkép a strand szolgáltatásainak, épületeinek feltüntetésével

## Külső hivatkozások
- Hivatalos honlap